# Ali Mitgutsch
Alfons Mitgutsch znany jako Ali Migutsch (ur. 21 sierpnia 1935 w Monachium, zm. 10 stycznia 2022) – niemiecki autor książek ilustrowanych, malarz oraz profesjonalny ilustrator reklamowy. Znany jako ojciec tzw. Wimmelbilderbüchern, czyli książek zawierających duże (zwykle większe niż format A4) i bardzo szczegółowe ilustracje.

## Życiorys
Podczas wojny razem z rodziną musiał opuścić Monachium, ale zaraz po II wojnie światowej wrócił do Monachium, gdzie uczył się litografii w Akademii Grafiki. Przez 17 lat spędzał po kilka miesięcy w roku podróżując. Swoją pierwszą książkę Pepes Hut wydał w 1959 roku. 1960 roku został zainspirowany przez pedagoga i psychologa dziecięcego Kurta Seelmana i stworzył szczególne ilustrowane książki dla dzieci – Wimmelbilderbüchern. Otwierając taką książkę na dowolnej stronie możemy zobaczyć precyzyjnie narysowane sceny z życia codziennego.
Książka W mieście (Rundherum in meiner Stadt) wydana w 1968 jest pierwszą z serii Wimmelbilderbüchern dla dzieci w niemieckojęzycznym świecie.

## Nagrody
- 1960 Nominacja do Deutscher Jugendbuchpreis za Pepes Hut
- 1961 Nominacja do Deutscher Jugendbuchpreis za Ulus abenteuerliche Reise zum Nordlicht
- 1962 Nominacja do Deutscher Jugendbuchpreis za Nico findet einen Schatz
- 1969 Nagroda Deutscher Jugendbuchpreis za książkę ilustrowaną W mieście (Rundherum in meiner Stadt)
- 1971 Nominacja do Deutscher Jugendbuchpreis za Na wsi (Bei uns im Dorf)
- 1972 Nominacja do Deutscher Jugendbuchpreis za Komm mit ans Wasser
- 1978 Nagroda Hansa Christiana Andersena za Rund ums Schiff
- 2003 Nagroda Schwabinger Kunstpreis
- 2016 Nagroda Ernst-Hoferichter-Preis

## Książki
Po polsku książki Migutscha wydało do tej pory Wydawnictwo Tatarak
- W mieście
- Na wsi
- Nad wodą
- Piraci
- Wiosna, lato, jesień, zima

Lista wszystkich książek znajduje się poniżej:
- „Pepes Hut” (1959)
- „Ulus abenteuerliche Reise” (1960 im Münchener Bilderbuch Verlag)
- „Nico findet einen Schatz” (1961)
- „Rundherum in meiner Stadt” (1968 Deutscher Jugendliteraturpreis)
- „Bei uns im Dorf” (1970) (In our Village)
- „Komm mit ans Wasser” (1971)
- „Auf dem Lande”
- „Rund ums Rad” (1975)
- „Rund ums Schiff” (1977)
- „Hier in den Bergen” (1979)
- „Was wimmelt denn da” (What’s teeming here)
- „Die Hexe und die sieben Fexe”
- „Unsere große Stadt” (1988)
- „Ritterbuch” (Knightsbook)
- „Engel in der Werkstatt”
- „Aufbruch der Weihnachtsmänner”
- „Mein schönstes Wimmelbilderbuch”
- „Das große Piraten-Wimmelbuch”
- „Alle spielen mit”
- „Mein riesengroßes Piraten-Wimmelbuch”
- „Mein riesengroßes Wimmel-Suchbuch” (2010)
- „Fizzel baut eine Burg” (Fizzel is building a castle), Otto Maier, Ravensburg,1992, Reihe Kleine Ravensburger
- „Vom Korn zum Brot” (From grain to bread)